# It Takes a Lot to Laugh, It Takes a Train to Cry
"It Takes a Lot to Laugh, It Takes a Train to Cry" é uma música escrita pelo cantor e compositor Bob Dylan, lançada originalmente no álbum Highway 61 Revisited. Foi gravada em 29 de julho de 1965. Também foi incluída num álbum de compilações lançado em 1967, intitulado Bob Dylan's Greatest Hits.
Uma versão alternativa anterior da música apareceu em diferentes tomadas, começando com o lançamento de uma tomada em The Bootleg Series Volumes 1–3 (Rare & Unreleased) 1961–1991 em 1991.
Foi regravada por vários artistas, incluindo The Grateful Dead, o Super Session junto de Al Kooper, Mike Bloomfield e Steven Stills, o Allman Brothers Band, Marianne Faithfull, Jerry Garcia,  Stephen Stills, Ian Matthews, Leon Russell, Little Feat, Chris Smither, Taj Mahal, Steve Earle, Levon Helm, Toto, Blue Cheer e Bun E. Carlos.

## Música e letras
A versão da música em Highway 61 Revisited é um blues acústico/elétrico, uma das três músicas do gênero no álbum (as outras são "From a Buick 6" e "Just Like Tom Thumb's Blues"). É constituída por versos tirados de músicas de blues antigas combinadas com as próprias letras de Dylan. Ao invés da agressão de algumas das outras músicas que o cantor escreveu durante esse período, "It Takes a Lot to Laugh, It Takes a Train to Cry", reflete a resignação mundial. A imagem é sexual, e a música pode ser interpretada como uma alegoria de alguém que está sexualmente frustrado. Dylan retornaria a imagens e sugestões semelhantes em músicas posteriores, como "I Dreamed I Saw St. Augustine" e "Señor (Tales of Yankee Power)".
Esta versão foi gravada em 29 de julho de 1965, no mesmo dia que também foi gravada "Positively 4th Street" e "Tombstone Blues". Musicalmente, a canção tem um tempo lento impulsionado por baterias lentas com uma batida de embaralhar e uma ligeira ênfase no período pouco frequente do baterista da sessão, Bobby Gregg. Há também uma peça de piano barrelhouse interpretada por Paul Griffin, uma parte violenta de baixo realizada por Harvey Brooks, uma parte de guitarra elétrica interpretada por Mike Bloomfield e uma parte incomum de gaita.
Tocou a música ao vivo na versão de estúdio pela primeira vez como parte de seu set no Concerto para Bangladesh em agosto de 1971.
A versão anterior da música passou pelo título "Phantom Engineer". Esta versão tem um ritmo mais otimista e quatro versos com letras diferentes. Foi gravada em 15 de junho de 1965, no mesmo dia em que começou a gravação de "Like a Rolling Stone". Diferentes tomadas da versão de 15 de junho podem ser ouvidas no The Bootleg Series Volumes 1–3 (Rare & Unreleased) 1961–1991, The Bootleg Series Vol. 7: No Direction Home: The Soundtrack, e a versão de 2 discos de The Bootleg Series Vol. 12: The Cutting Edge 1965–1966. A tomada 1 da música, lançada em The Bootleg Series Vol. 12 e em seu canal Vevo, é tocada num arranjo de meditação mais moderadamente pacífico, antes que Dylan e os músicos se concentrassem numa versão mais animada. Em The Bootleg Series Vol. 7 e The Bootleg Series Vol. 12, a versão é um blues com rápidas batidas e um riff de guitarra assinatura tocada em cada compasso com um órgão de clique rápido. (As edições de 6 e de 18 discos de The Bootleg Series Vol. 12 incluem outtakes das sessões de 15 de junho e 29 de julho).
Esta versão alternativa foi apresentada como parte do controverso concerto elétrico de Dylan, apoiado por membros do Paul Butterfield Blues Band e Al Kooper, no Newport Folk Festival em 25 de julho de 1965, após "Maggie's Farm". Depois de ser vaiado durante a parte elétrica, e especialmente durante "It Takes a Lot to Laugh, It Takes a Train to Cry", por fãs que queriam que ele tocasse música folk acústica, Dylan voltou a tocar versões acústicas de "Mr. Tambourine Man" e "It's All Over Now, Baby Blue". O desempenho de "It Takes a Lot to Laugh, It Takes a Train to Cry" no Newport contou com o guitarrista Bloomfield e o organista Al Kooper. Kooper preferiu a versão alternativa para a versão que acabou em Highway 61 Revisited.
Uma apresentação da música em novembro de 1975 foi lançada no álbum The Bootleg Series Vol. 5: Bob Dylan Live 1975, The Rolling Thunder Revue.

## Outros
Steely Dan emprestou um verso da música como título de seu álbum de estréia, Can't Buy a Thrill.
Numa pesquisa de artistas realizada pela Mojo em de 2005, "It Takes a Lot to Laugh, It Takes a Train to Cry" foi listada como a 87ª melhor canção de Bob Dylan.